# Calayan
Calayan (Bayan ng Calayan) är en kommun i Filippinerna. Kommunen ligger på ön Luzon, och tillhör provinsen Cagayan. Folkmängden uppgår till 14 309 invånare.
Calayan är indelat i 12 barangayer.